# Medcezir
Medcezir是土耳其的一部電視連續劇，該電視劇於2013年在Star TV上首播。第二季于2014年9月12日首播。該電視劇的第二季的收视率不如第一季。該電視劇講述的是窮男孩和富女孩之間的故事。